# Nevada Smith
Nevada Smith is een Amerikaanse western uit 1966 onder regie van Henry Hathaway. De film is gebaseerd op de roman The Carpetbaggers van Harold Robbins.

## Verhaal
Drie outlaws, Bill Bowdre, Jesse Coe en Tom Fitch beroven, martelen en vermoorden de vader en Indiaanse moeder van Max Sand. Max zweert wraak te nemen maar kan niet lezen, schrijven of met een wapen omgaan. Hij onderneemt een mislukte poging om een rondreizende wapensmid Jonas Cord te beroven. Deze heeft medelijden met Max en leert hem een wapen te hanteren. Met de hulp van de Indiaanse ‘saloongirl’ Neesa gaat hij op zoek naar de drie moordenaars die hij een voor een weet uit te schakelen.

## Rolverdeling
| Acteur            | Personage                      |
| ----------------- | ------------------------------ |
| Steve McQueen     | Max Sand (a.k.a. Nevada Smith) |
| Karl Malden       | Tom Fitch                      |
| Brian Keith       | Jonas Cord                     |
| Martin Landau     | Jesse Coe                      |
| Arthur Kennedy    | Bill Bowdre                    |
| Suzanne Pleshette | Pilar                          |
| Raf Vallone       | Father Zaccardi                |
| Janet Margolin    | Neesa                          |
| Pat Hingle        | Big Foot                       |
| Howard Da Silva   | kampbewaker                    |
| Paul Fix          | Sheriff Bonnell                |
| L.Q. Jones        | Cowboy                         |